# Louis J. Ignarro
Louis Joseph Ignarro (New York, 1941. május 31. –) amerikai farmakológus. 1998-ban Robert Furchgott-tal és Ferid Muraddal megosztva orvostudományi Nobel-díjban részesült, mert felfedezték a nitrogén-monoxid szignáltovábbító szerepét az érrendszerben.

## Tanulmányai
Louis Ignarro 1941. május 31-én született a New York-i Brooklynban, olasz bevándorlók családjában; ácsként dolgozó apja Nápolyból, anyja pedig Szicíliából érkezett az Egyesült Államokba. Louis és öccse, Angelo New York elővárosában, Long Beach-ben nőttek fel, itt jártak elemi és középiskolába. Louis diákként is szívesen végzett kémiai kísérleteket és a középiskola után a Columbia Egyetemen tanult tovább kémiát és farmakológiát. 1962-ben megkapta BSc diplomáját, majd a Minnesotai Egyetemen farmakológiai PhD-t szerzett 1966-ban.

## Pályafutása
Ignarro a National Istitutes of Health-nél (NIH) helyezkedett el kutatóként, ahol a szív- és érrendszer élettanát és szabályozását tanulmányozta. 1968-ban egy gyógyszergyártó cégnél, a Geigy Pharmaceuticals-nál kezdett dolgozni, ahol hatóanyagok kifejlesztésében vett részt és folytatta korábbi kutatásait, többek között a ciklikus AMP-vel. 1973-ban a Geigy összeolvadt a Ciba Pharmaceuticals-szal, Ignarro pedig otthagyta a céget és visszatért a tudományos világba: a New Orleans-i Tulane Egyetemen kezdett tanítani.
1978-ban kezdett el foglalkozni a nitrogén-monoxiddal, amikor elolvasta Ferid Murad cikkét arról, hogy a vegyület megemeli a ciklikus AMP szintet a sejtekben. 1980-ban Robert Furchgott közölte, hogy felfedezett egy ismeretlen anyagot, amely képes az erek simaizmait ellazítani és amelyet endotél eredetű relaxáns faktornak (endothelium-derived relaxing factor, EDRF)-nek nevezett el. Ignarro több éves kutatással bebizonyította, hogy az EDRF azonos a nitrogén-monoxiddal, majd eredményeit egy 1986-os konferencián közölte. Furchgott ugyanitt adta elő következtetéseit, melyeket Ignarrótól függetlenül ért el. A felfedezés nagy visszhangot keltett; szokatlan volt, hogy egy ilyen egyszerű szerkezetű szervetlen molekula ilyen bonyolult élettani hatással bírjon. Fény derült a régóta szívgyógyszerként használt nitroglicerin hatásmechanizmusára is és a felfedezés megnyitotta a kaput új gyógyszerek kifejlesztése előtt. A három kutató eredményein alapult évekkel később a Viagra megjelenése is.
1985-től a Los Angeles-i Kaliforniai Egyetem professzora. Megalapította a Nitrogén-monoxid Társaságot és ő szerkeszti annak lapját a Nitric Oxide: Biology and Chemistry-t. Ignaro több kereskedelmi tévéműsorban megjelent, ahol a nitrogén-monoxid tartalmú készítmények kedvező élettani hatását reklámozta. Az Ignarro által is támogatott L-arginin tartalmú HeartBart gyártó Unither Pharma céget az amerikai Szövetségi Kereskedelmi Bizottság félrevezető reklám miatt megbüntette. Ignarro a Herbalife munkatársa, ez a cég egészségjavító készítményeket és táplálékkiegészítőket forgalmaz multi-level marketing módszerrel. Egyik termékük, a Niteworks pozitív hatását Ignarro tudományos közleményben méltatta, anélkül hogy kapcsolatát a gyártó céghez felfedte volna.    

## Díjai

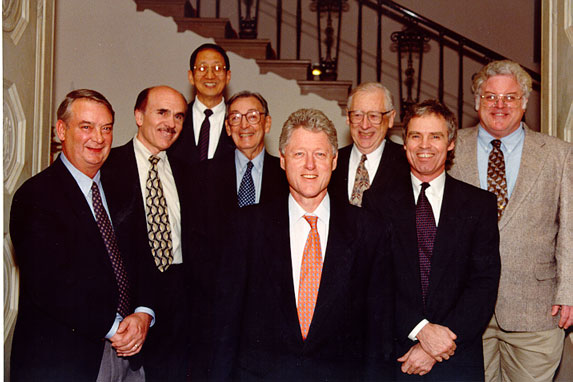
Bill Clinton és az 1998-as Nobel-díjasok. Louis Ignarro balról a második

Louis Ignarro, Robert Furchgott és Ferid Murad 1998-ban orvostudományi Nobel-díjat kapott a nitrogén-monoxid élettani hatásának felfedezésééért. Egyéb elismerései és kitüntetései: Merck kutatói díj (1974), Edward G Schlieder Alapítvány díja (1973–1976), Lilly kutatói díj (1978), Canadian Medal of Merit (2008).

## Családja
Louis Ignarro lánya, Heather 1970-ben született és első házasságából származik, amely a 80-as évek elején válással végződött. 1997-ben feleségül vette Sharon Elizabeth Williamst, aki ugyanazon az egyetemen volt medika, ahol Ignarro professzorként dolgozott. Ignarro szabad idejében lelkesen sportol, biciklizik és maratoni futó. 